# Miaoya, Sichuan
Miaoya (kinesiska: 庙垭乡, 庙垭) är en socken i Kina. Den ligger i provinsen Sichuan, i den sydvästra delen av landet, omkring 360 kilometer öster om provinshuvudstaden Chengdu. Antalet invånare är 5 104. Befolkningen består av 2 576 kvinnor och 2 528 män. Barn under 15 år utgör 30 %, vuxna 15-64 år 55 %, och äldre över 65 år 13,0 %.
Genomsnittlig årsnederbörd är 1 660 millimeter. Den regnigaste månaden är september, med i genomsnitt 325 mm nederbörd, och den torraste är december, med 10 mm nederbörd.